# Pierreville (Manica)
Pierreville è un comune francese di 694 abitanti situato nel dipartimento della Manica nella regione della Normandia.

## Società

### Evoluzione demografica
Abitanti censiti